# Hlučín
Hlučín (tyska: Hultschin) är en stad i distriktet Opava i den tjeckiska administrativa regionen Mähren-Schlesien. Hlučín, som sannolikt grundades omkring år 1250, hade 14 020 invånare år 2016. Staden var belägen i den preussiska provinsen Schlesien fram till 1920 då den kom att tillhöra Tjeckoslovakien.